# Commissario Laurenti
Commissario Laurenti è una serie televisiva tedesca di genere poliziesco prodotta dal 2006 al 2009 da Trebitsch Entertainment ed ispirata dai romanzi di Veit Heinichen. Protagonista della serie, nel ruolo di Proteo Laurenti, è l'attore Henry Hübchen; altri interpreti principali sono Barbara Rudnik, Sergej Moya, Sophia Thomalla, Florian Panzner e Catherine H. Flemming.

## Trama
Protagonista delle vicende è Proteo Laurenti, un commissario della polizia criminale di Trieste. Laurenti è sposato con Laura e ha due figli, Marco e Livia, ma il suo lavoro lo porta a trascurare la famiglia, tanto che la moglie spesso lo lascia.

## Episodi
La serie, trasmessa da Das Erste, si compone di 5 episodi in formato di film TV. Il primo episodio, intitolato Die Toten vom Karst, fu trasmesso in prima visione il 4 giugno 2006; l'ultimo, intitolato Totentanz, fu trasmesso in prima visione l'8 gennaio 2009.